# さいたま市立常盤中学校
さいたま市立常盤中学校（さいたましりつ ときわちゅうがっこう）は、埼玉県さいたま市浦和区針ヶ谷四丁目にある公立中学校。　

## 概要
- 浦和区内は浦和市時代から文教都市として公立校の学力水準が高いことが知られ、特に常盤中学校は常盤小学校と共に常盤学区と称され、さいたま市立岸中学校と並び、公立名門校として代表づけられている。隣接する本太中学区に県内公立高校では最も東京大学合格者数の多い埼玉県立浦和高等学校があることも影響している。
- 常盤中学校は、さいたま市の特別支援学級を含め27学級の大規模校である。

## 沿革
- 1947年（昭和22年）5月 - 常盤小学校（現在の埼玉りそな銀行本店の場所にあった）の一部を借用し「浦和市立常盤中学校」開校。
- 1948年（昭和23年）4月 - 新潟鉄工所旧青年学校校舎（現在西に隣接している北浦和住宅の場所）を買収し移転。
- 1972年（昭和47年）4月24日 - 現在地に新校舎移転完了。
- 1992年（平成4年）5月16日 - 文部省より「社会の変化に対応した新しい学校運営などに関する調査研究協力校」指定。
- 1993年（平成5年）4月27日 - 浦和市立教育研究所パイロット校の指定。
- 1995年（平成7年2001年（平成13年）2月27日 - 文部科学省指定「次世代ＩＴを活用した未来型開発事業」実施校。
- 2004年（平成16年）5月24日 - さいたま市教育委員会より特色ある学校づくり指定校委嘱。
- 2005年（平成17年）5月23日 - さいたま市教育委員会より英会話教育の指定校、人権教育の指定校委嘱。

## 所在地
- さいたま市浦和区針ヶ谷四丁目1番9号

アクセス
- 北浦和駅から徒歩10分
- 与野駅から徒歩13分

## 部活動

### 運動部
- 野球部(男子)
- サッカー部(男女別)
- バレーボール部(男女別)
- 卓球部(男女別)
- バスケットボール部(男女別)
- バドミントン部(男女別)
- テニス部(男女別)
- ソフトボール部(女子)
- 新体操部(女子)
- 剣道部(男女)
- 柔道部(2012年度に廃止)
- 陸上競技部(男女)
- 水泳部(男女)

### 文化部
- 情報部
- 科学部
- 演劇部
- 音楽部
- 吹奏楽部
- 園芸部
- 美術部
- 陶芸部
- 手芸部
- 新聞文芸部

## 主な卒業生
- 横山謙三（元サッカー選手、元監督：浦和レッドダイヤモンズ）
- 関口久雄（元サッカー選手、元日本代表)
- 荒井健一（アカペラ歌手 : RAG FAIR）

1994年卒業生。在校時はバレーボール部所属。2017年11月17日にさいたま市文化センターで開催された創立70周年記念式典にも出席。
- 吉武大地（歌手、バリトン、俳優）

1994年卒業生。在校時はソフトテニス部所属。2017年11月17日にさいたま市文化センターで開催された創立70周年記念式典にも出席。
- 河相我聞（俳優）
- 熊坂出（映画監督）
- HEY!たくちゃん（お笑い芸人）
- 鈴木絵美子（アーティスティックスイミング日本代表）
- 三島康平（サッカー選手：松本山雅FC）
- 戸嶋祥郎（サッカー選手：柏レイソル）